# 晏子春秋
《晏子春秋》是记载春秋时期齐国丞相晏婴言行活动的一部书，成書於战国时期，唐代以前認為《晏子春秋》一書是晏嬰自著。唐人柳宗元認為是由墨家学徒将史料和民間傳說彙編而成的。清人管同认为《晏子春秋》“其文浅薄过甚”，是六朝人伪作。四庫全書列為史部傳記類聖賢、名人之屬。
《晏子春秋》中的晏子爱民、任贤、廉洁、尚俭等形象，基本上是有史實依據的。例如晏子说“意莫高于爱民，行莫厚于乐民”（《问下》）；又说“廉者，政之本也；让者，德之主也”，又说“廉之谓公正，让之谓保德”（《杂下》）。該書記載了許多晏子勸告君主勤政、不要貪圖享樂、任用賢能、虛心納諫、以及愛護百姓的事例，更反对横征暴敛，滥施酷刑。这些观点既有儒家思想，又有墨家思想。西汉刘向对其加以过整理，共8卷215章，分为内篇6卷和外篇2卷。清末苏舆、张纯一分别著有《晏子春秋校注》，现代吴则虞著有《晏子春秋集释》。